# Эстеркина, Ревекка Самойловна
Ревекка Самойловна Эстеркина (15 июля 1916, Орша, Могилёвская губерния — 29 марта 1995, Санкт-Петербург, Россия) — советская шахматистка и шашистка. Мастер спорта СССР по шашкам. Кандидат в мастера спорта по шахматам.
Серебряный призёр чемпионата СССР по русским шашкам 1937 года. Чемпионка Ленинграда по шахматам (1952).

## Биография
В 15 лет приехала в Ленинград, поступила в Энергетический техникум. После его окончания работала на заводе имени Н. Г. Козицкого. Занималась в шашечной секции, которой руководил её будущий муж Макс Циценовецкий. В 1936 году заняла пятое место на чемпионате СССР по русским шашкам, завоевала звание чемпионки Ленинграда. В 1937 году она разделила второе-третье место с Марией Бабкиной на чемпионате страны и вновь стала чемпионкой Ленинграда.
В чемпионатах страны и Ленинграда наступил длительный перерыв, и Ревекка Эстеркина увлеклась шахматами, в 1952 году стала чемпионкой Ленинграда. С возрождением чемпионатов по шашкам стала выступала и на них. С 1945 года работала детским тренером в шахматных кружках. Жена шашиста и тренера Макса Абрамовича Циценовецкого (1913—1961). Дочь — шашистка Вероника Циценовецкая.
Похоронена на Преображенском еврейском кладбище.

## Ссылки

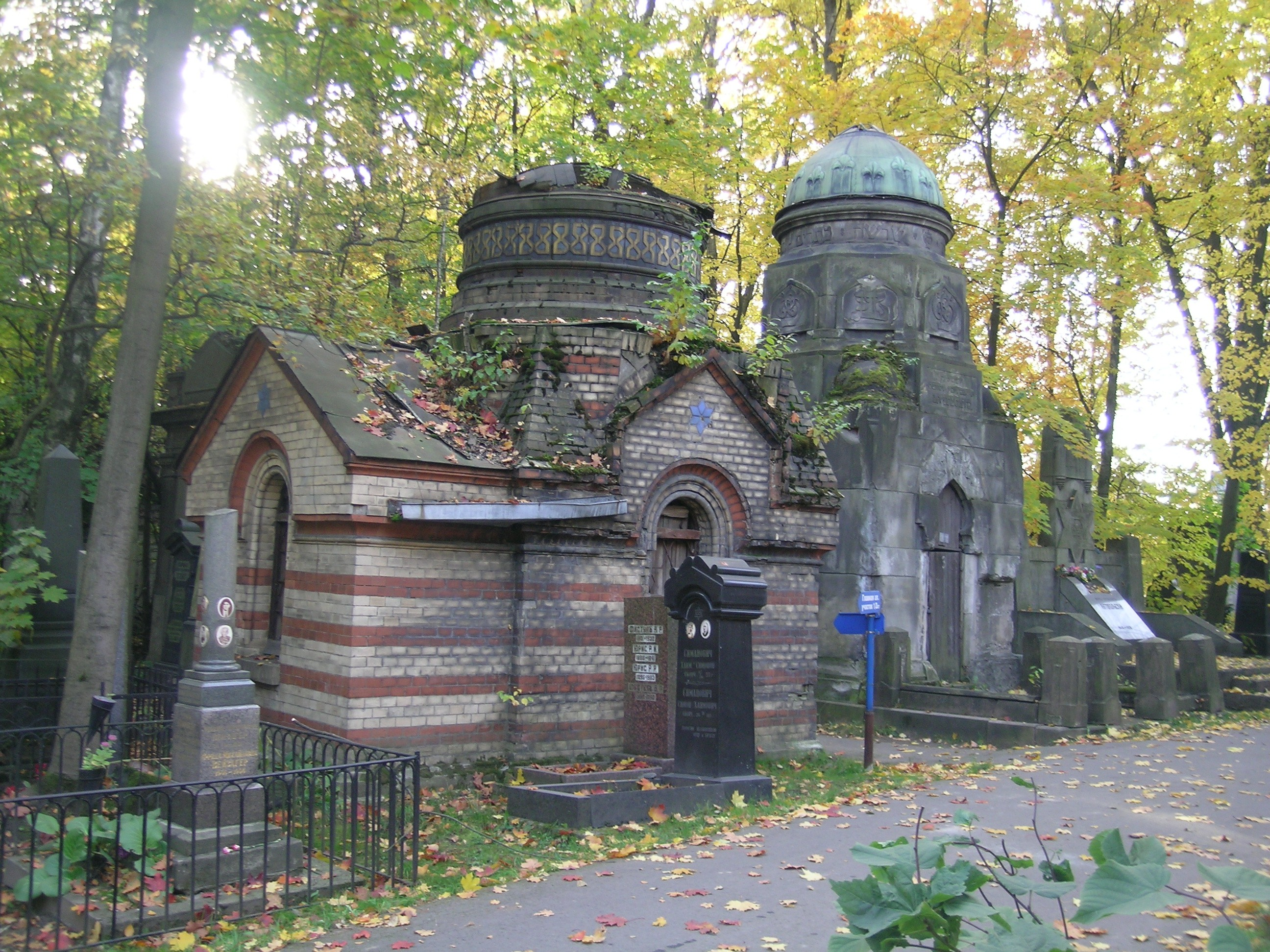
Преображенское еврейское кладбище, могила Р. Эстеркиной